# Đồ gốm Định

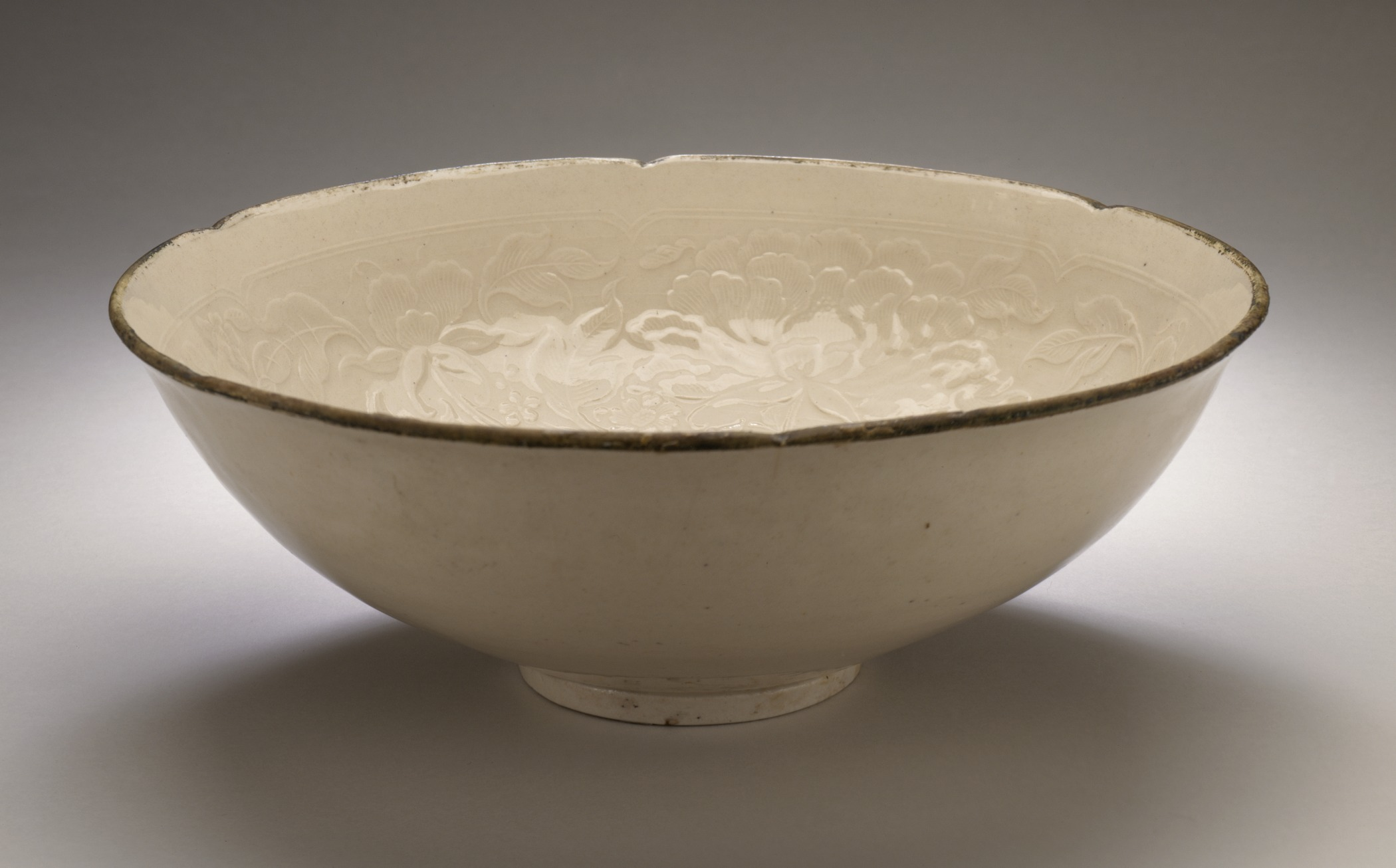
Chiếc bát với hoa văn gồm các cánh hoa mẫu đơn, cúc và mai, được Bảo tàng Nghệ thuật quận Los Angeles (LACMA) mô tả là "đồ sành làm trên bàn xoay gốm với trang trí in dấu, men trong suốt và gờ miệng kim loại", nhưng những người khác lại gọi nó là đồ sứ. Thế kỷ 12.

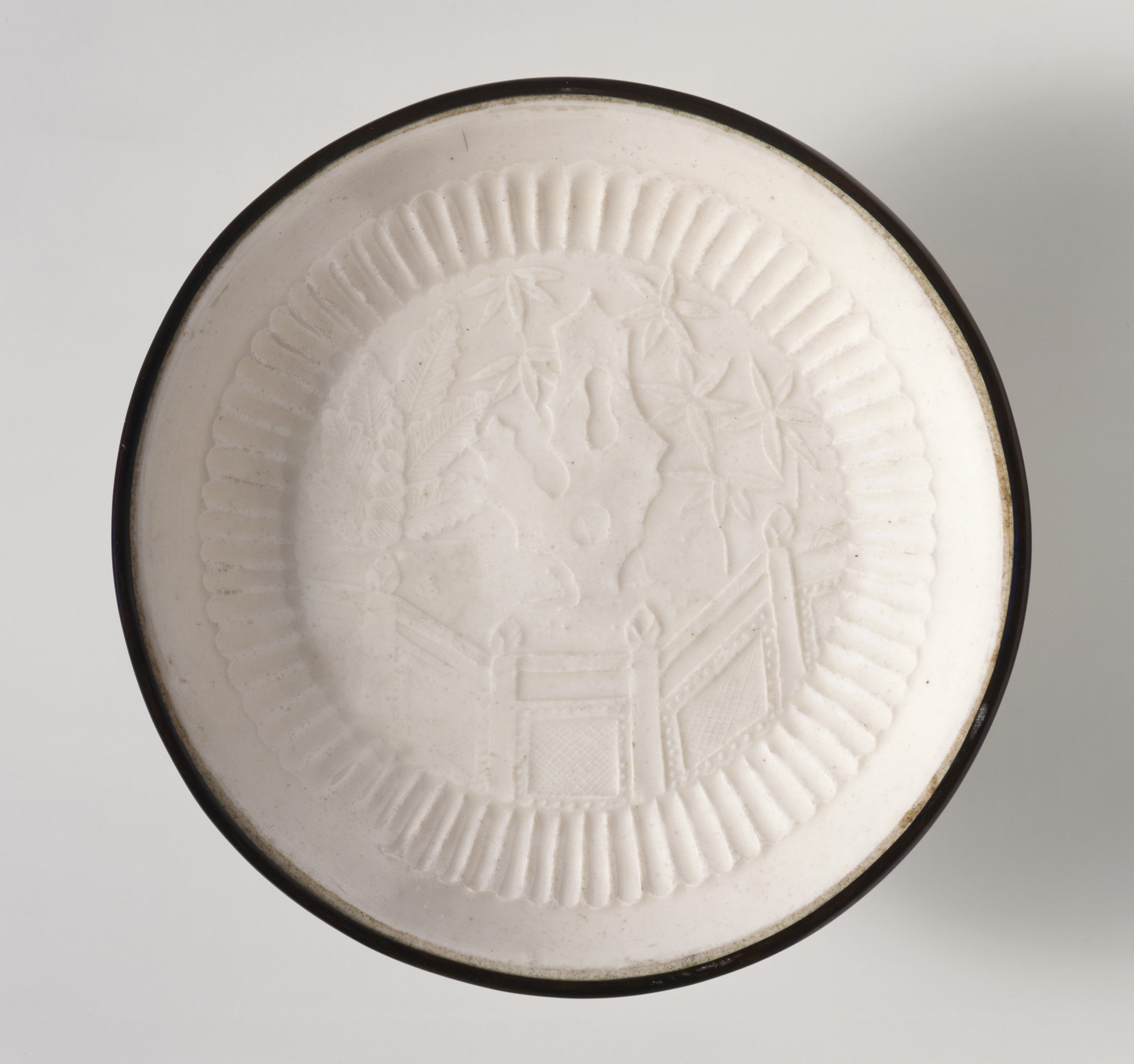
Cái đĩa với cảnh quan vườn, được LACMA mô tả là "đồ sành đúc khuôn với trang trí in dấu, men trong suốt và gờ miệng kim loại", thế kỷ 13, đường kính 14 cm (5,5 inch).

Đồ gốm Định hay Định diêu (定窑) là một loại đồ gốm Trung Quốc, chủ yếu là đồ sứ, được sản xuất tại khu vực Định Châu (ngày nay nằm trong huyện Khúc Dương, địa cấp thị Bảo Định, miền trung tỉnh Hà Bắc, miền bắc Trung Quốc; không thuộc phó địa cấp thị Định Châu cùng tỉnh) trong giai đoạn từ thời nhà Đường tới thời nhà Nguyên.

## Lịch sử
Các học giả từ thời nhà Tống tới nhà Thanh như Tô Thức (苏轼, 1037-1101) trong "Thí viện tiên trà" (试院煎茶), Thiệu Bá Ôn (邵伯温, 1057-1134) trong "Văn kiến lục" (闻见录), Lưu Kỳ (劉祁, 1203-1259) trong "Quy tiềm chí", Tào Chiêu (曹昭, thế kỷ 14) trong "Cách cổ yếu luận" (格古要论), Điền Nghệ Hành (田艺衡, 1524-?) trong "Lưu thanh nhật trát" (留青日札), Chu Diễm (朱琰, thế kỷ 18) trong "Đào thuyết" (陶说) đều có ghi chép về đồ gốm Định. Tuy nhiên, không có ghi chép nào chỉ rõ đồ gốm Định được sản xuất chính xác ở đâu, ngoại trừ việc cho rằng nó được sản xuất ở Định Châu, một địa danh thay đổi liên tục kể từ khi tên gọi này xuất hiện lần đầu tiên trong sử sách vào năm Thiên Hưng thứ 3 (năm 400) thời Bắc Ngụy Đạo Vũ Đế. Điền Nghệ Hành thời Minh viết "Định diêu, Định Châu kim Chân Định phủ, tự tượng diêu. Sắc hữu trúc ti xoát văn giả, viết Bắc Định diêu." Còn Chu Diễm thời Thanh Càn Long viết: "Định hữu Bắc Định, Nam Định, …. Nam Định bất như Bắc Định".
Di chỉ lò gốm Định gồm 13 gò đất cao 5–15 m ở phía bắc thôn Giản Từ (涧磁村), trấn Linh Sơn (灵山镇), huyện Khúc Dương, địa cấp thị Bảo Định, tỉnh Hà Bắc, Trung Quốc. Chúng được người dân địa phương gọi là từ đôi tử (瓷堆子) và được học giả Trung Quốc Diệp Lân Chỉ (叶麟趾) thuộc Đại học Bắc Bình phát hiện lần đầu tiên năm 1934 sau nhiều lần khai quật không thành công tại các khu vực ven phó địa cấp thị Định Châu ngày nay. Năm 1941, nhà gốm sứ học Nhật Bản Koyama Fujio (小山富士夫, Tiểu Sơn Phú Sĩ Phu, 1900-1975) căn cứ tài liệu của Diệp Lân Chỉ đã tiến hành điều tra, khai quật tại thôn Giản Từ và chứng minh rằng các hiện vật thu được từ các gò đất tại thôn Giản Từ là đồ sứ trắng của các lò gốm Định thời Tống cũng như địa điểm này là nơi sản xuất chính đồ gốm Định thời Bắc Tống. Di tích này được chính phủ Cộng hòa Nhân dân Trung Hoa công bố là di tích văn hóa lịch sử cấp quốc gia kể từ năm 1986.
Các sản phẩm gốm Định được sản xuất từ thời nhà Đường tới thời nhà Nguyên, với thời kỳ thịnh vượng nhất của nó là trong thế kỷ 11, dưới thời Bắc Tống. Các lò nung gốm "gần như hoạt động liên tục từ đầu thế kỷ 8 cho tới giữa thế kỷ 14".
Đồ gốm Định từng là đồ gốm trắng miền bắc Trung Quốc nổi tiếng nhất dưới thời Tống, mặc dù có sự cạnh tranh ngày càng gia tăng từ sứ Thanh Bạch (sứ trắng xanh) sản xuất ở Cảnh Đức Trấn tại miền nam Trung Quốc, vào cuối thời Tống đã vượt qua đồ gốm Định và đạt được ưu thế mà nó đã duy trì trong những thế kỷ tiếp theo. Sự kiện quan trọng trong quá trình này là sự rút lui của triều đình Bắc Tống về phía nam, sau khi họ mất quyền kiểm soát miền bắc trong Chiến tranh Kim–Tống thập niên 1120. Triều đình Nam Tống rời kinh đô về Hàng Châu năm 1129, điều này có thể là một trong các lý do để các thợ gốm di chuyển về Cảnh Đức Trấn (cách Hàng Châu khoảng trên 300 km về phía tây nam).

## Đặc trưng
Các hiện vật đặc trưng nhất là đồ sứ mỏng với xương gốm trắng hay ánh xám và nước men màu trắng gần như trong suốt, mặc dù chúng được các tác giả khác phân loại là đồ sành. Phân tích hóa học chỉ ra rằng chúng thường được làm hoàn toàn từ đất sét kaolin mà không có bất kỳ thành phần bạch đôn tử (白墩子, petuntse) hay "đá sứ" nào. Chúng chủ yếu được trang trí bằng các họa tiết không màu thường được chạm khắc hay đắp nổi rất nông. Các loại đồ gốm màu đen (hắc Định) hay màu tím (tử Định) cũng có, nhưng hiếm gặp hơn.
Tổng cộng người ta phát hiện 16 loại minh văn trên các hiện vật gốm Định đã tìm thấy. Chúng bao gồm "quan" (官), "tân quan" (新官), "hội kê" (會稽), "dịch định" (易定), "thượng thực cục" (尚食局), "thượng dược cục" (尚藥局), "thực quan cục chánh thất tự" (食官局正七字), "ngũ vương phủ" (五王府), "phụng hoa" (奉華), " phong hoa" (風華), "từ phúc" (慈福), "tụ tú" (聚秀), "cấm uyển" (禁苑), "đức thọ" (德壽) và 2 minh văn rất hiếm gặp là "mạnh" (孟) và "Định Châu công dụng" (定州公用).

## Hiện vật

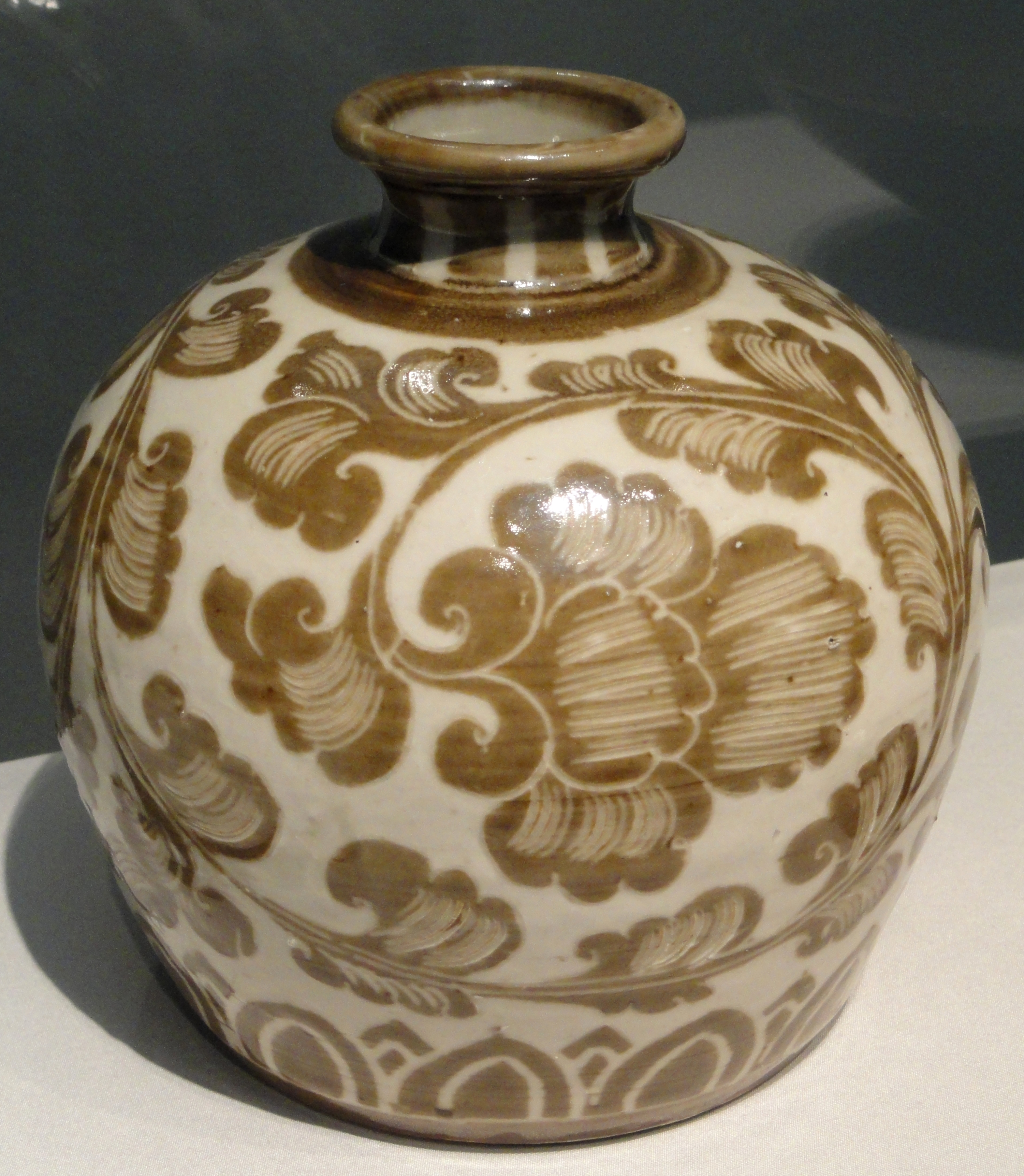
Bình sứ Định thời nhà Tống với họa tiết trang trí màu nâu sắt dưới lớp men màu trắng ngà trong suốt, khoảng năm 1100. Cả hình dạng khép kín và trang trí dưới men đều là không phổ biến trong đồ gốm Định.

Đồ gốm Định dường như đã bắt đầu bằng cách mô phỏng đồ gốm Hình (邢窑) ở Hình Châu (các hiện vật được tìm thấy tại các lò nung tại khu vực nay thuộc các huyện Nội Khâu và Lâm Thành trong địa cấp thị Hình Đài ở phía nam tỉnh Hà Bắc, dù Lâm Thành khi đó không thuộc Hình Châu) thời nhà Đường, nhưng đến thời Tống thì đồ gốm Định đã thay thế đồ gốm Hình trở thành nhà sản xuất đồ gốm hàng đầu của miền bắc Trung Quốc. Lớp men trắng của đồ gốm Định được ghi nhận là có màu kem nhạt hoặc màu trắng ngà, ngoài ra nó còn trong suốt. Sớm hơn, trong thời kỳ trước nhà Tống thì các hiện vật đồ gốm Định có sắc ánh lam (như đồ gốm Hình) do chúng được nung bằng củi gỗ, tạo ra môi trường khử. Sự thay đổi sang nung bằng than có lẽ diễn ra trong thế kỷ 10 đã tạo ra sắc màu được mô tả là "trắng ngà".
Các đồ gốm "thứ cấp" khác có lớp men đơn sắc với các màu khác nhau: màu đen rất hiếm, các sắc thái khác nhau của đỏ và nâu, vàng kim và xanh lục. Chúng "được biết đến nhiều trong sách vở hơn là từ các hiện vật còn sót lại... chỉ có màu đỏ và đen là còn các hiện vật nguyên vẹn". Các hiện vật này có thể không có bất kỳ trang trí nào. Thị hiếu của triều Tống coi trọng đồ gốm sứ trơn chỉ được trang trí bằng men đơn sắc tinh xảo với màu sắc rất khó đạt được, chẳng hạn như đồ gốm Nhữ nổi tiếng chỉ sản xuất trong khoảng 40 năm và với tổng số các hiện vật còn sót lại chưa tới 100. Một nhóm hiện vật hiếm khác là gốm trắng với trang trí dưới men màu nâu có nguồn gốc từ các oxit sắt.
Các đồ vật được sản xuất trong đồ gốm Định chủ yếu là những vật đựng hở miệng có kích thước tương đối nhỏ, với hình dạng và trang trí thường vay mượn từ đồ kim loại, như những chiếc bát có gờ miệng. Các loại bình tương đối không phổ biến. Ban đầu, các đồ vật chủ yếu được vuốt trên bàn xoay gốm, thường với các khuôn mẫu, nhưng vào cuối thế kỷ 11 thì các khuôn đúc bắt đầu được sử dụng, bao gồm cả phần trang trí bên trong mà trước đây chỉ được chạm khắc hoặc rạch bằng dao trên xương gốm cứng da. Mọi trang trí bên ngoài các đồ vật này vẫn tiếp tục được chạm khắc thủ công trong một khoảng thời gian sau đó.
Trong thời gian mà trang trí được chạm khắc thủ công thì nó chủ yếu là các hình thực vật dạng cuộn bao gồm hoa sen và hoa mẫu đơn, với một số hình động vật đơn giản như vịt và cá. Chúng "nhìn chung khá cởi mở và có khoảng cách hợp lý, được thực hiện với độ thuần thục tay nghề đáng kể và cảm giác hài hòa thành phần rõ ràng là không hề thay đổi". Khuôn đúc cho phép có độ phức tạp cao hơn, bao gồm các cảnh có trẻ em, phong cảnh và các động vật khác.
Quá trình nung là với những chiếc bát úp ngược trong lò, có nghĩa là phải lau sạch lớp men khỏi gờ miệng, để lại một gờ miệng thô - gọi là manh khẩu, và nhiều đồ vật được tạo ra với gờ miệng bọc kim loại mỏng màu trắng bạc hoặc màu vàng "đồng thau". Các lò gốm Định đã phát triển các sạp nung gốm bậc thang, cho phép một số chiếc chén/bát, giảm dần về kích thước, được nung trong cùng một sạp, làm gia tăng hiệu quả chất tải của lò.
Tư duy truyền thống Á Đông chỉ phân loại đồ gốm thành đồ đất nung (đào) và đồ sứ (từ), không có phân loại đồ sành trung gian của châu Âu, và nhiều loại đồ sành địa phương như đồ gốm Định chủ yếu được phân loại thành đồ sứ, mặc dù chúng thường không trắng và trong mờ (thấu quang). Các thuật ngữ như "á sứ" hoặc "gần sứ" có thể được sử dụng trong những trường hợp như vậy.

## Sự nổi tiếng và ảnh hưởng
Phạm vi và sản lượng của đồ gốm Định rất lớn, bao gồm các đồ vật chất lượng cao dành cho tầng lớp thương nhân giàu có và tầng lớp nho sĩ, cũng như đồ gốm sứ triều cống có chất lượng cao nhất cho triều đình, nhưng một số ghi chép cho rằng những đường gờ miệng thô ráp và các "giọt nước" (lệ ngân) do men chảy không đều tạo ra có nghĩa là chúng không đủ tốt để hoàng đế sử dụng, hoặc ít nhất đã bị coi là như vậy vào cuối thời Nam Tống.
Đồ gốm Định sau này được xếp vào nhóm Ngũ đại danh diêu (gồm đồ gốm Nhữ, đồ gốm Quan, đồ gốm Ca, đồ gốm Định và đồ gốm Quân). Nó có ảnh hưởng lớn tới đồ gốm trắng ban đầu của Cảnh Đức Trấn, nơi mà đồ gốm trắng có trước đồ gốm Thanh Bạch còn được gọi là "đồ gốm Định miền nam" (Nam Định diêu), và đồ gốm Thanh Bạch cũng cho thấy nó chịu ảnh hưởng đáng kể của đồ gốm Định trong trang trí của nó.
Sản xuất đồ gốm Định vẫn tiếp tục dưới thời nhà Kim (1115–1234), những kẻ xâm chiếm không phải người Hán đến từ Mãn Châu. Thị hiếu của triều đình Kim rất khác với triều đình Tống, họ ưa chuộng các hoa văn thực vật dạng cuộn tao nhã, khi đó chủ yếu được đúc khuôn, phức tạp hơn so với các hoa văn được sản xuất dưới thời Bắc Tống. Có một sự vay mượn làm mới kiểu trang trí thời Đường bằng bạc, sơn mài và đá, và từ các hình dạng của đồ kim khí, chẳng hạn như các gờ miệng có thùy hay khía của bát và đĩa. Sự phức tạp ngày càng gia tăng trong các hoa văn thực vật dạng cuộn có ý nghĩa quan trọng đối với lịch sử đồ gốm Trung Hoa; những hoa văn đơn sắc với hình chạm nổi rất nông này đã tạo ra nền tảng cho vốn từ vựng hình tượng của đồ gốm hoa lam sau này - được khởi đầu tại Cảnh Đức Trấn, và có ảnh hưởng to lớn trên toàn cầu.

## Thư viện ảnh

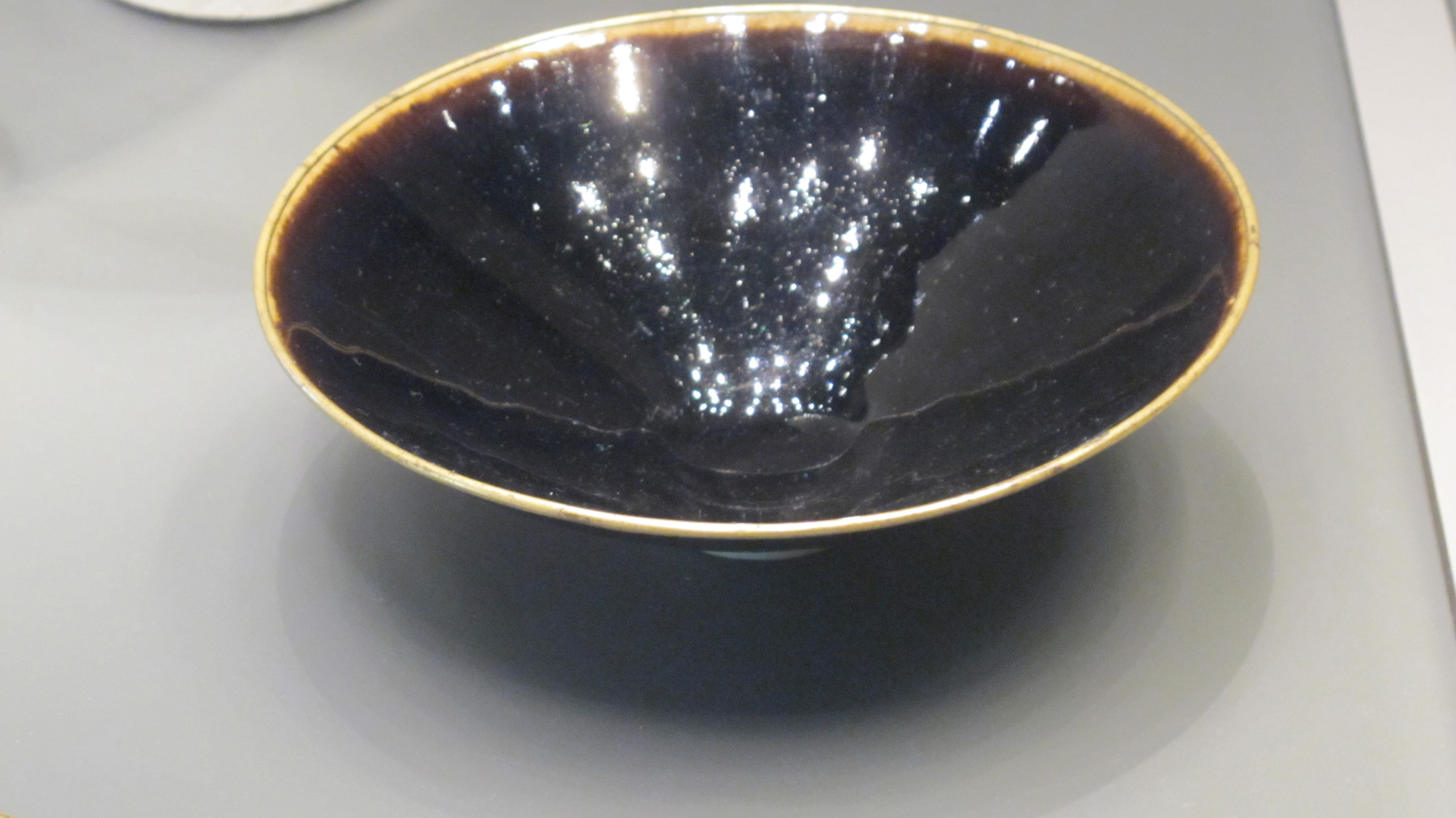
Một cái bát men đen hiếm thấy, Bắc Tống, với gờ màu đồng.
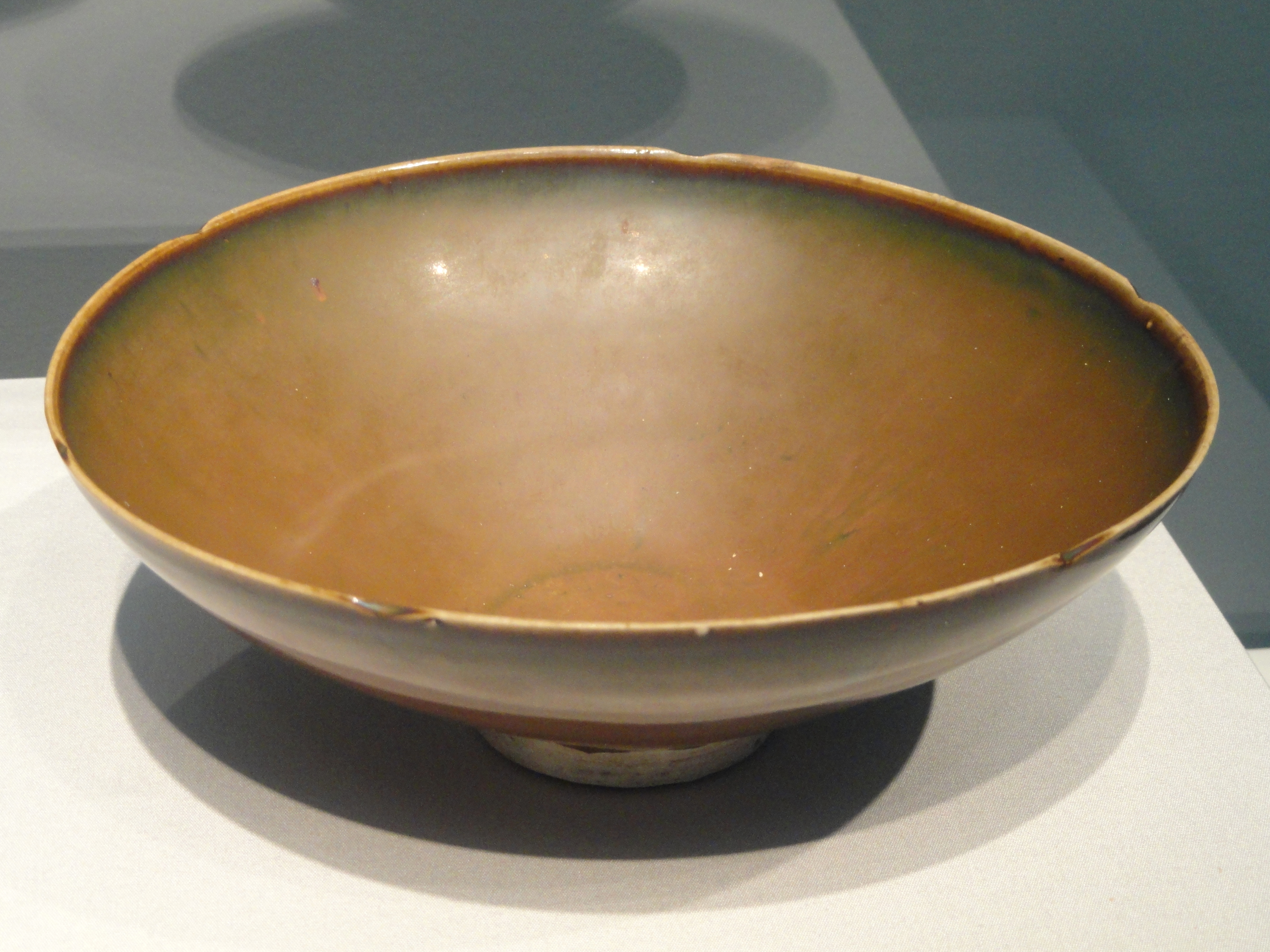
Một cái bát men nâu hiếm thấy, Bắc Tống, với gờ miệng có khía.
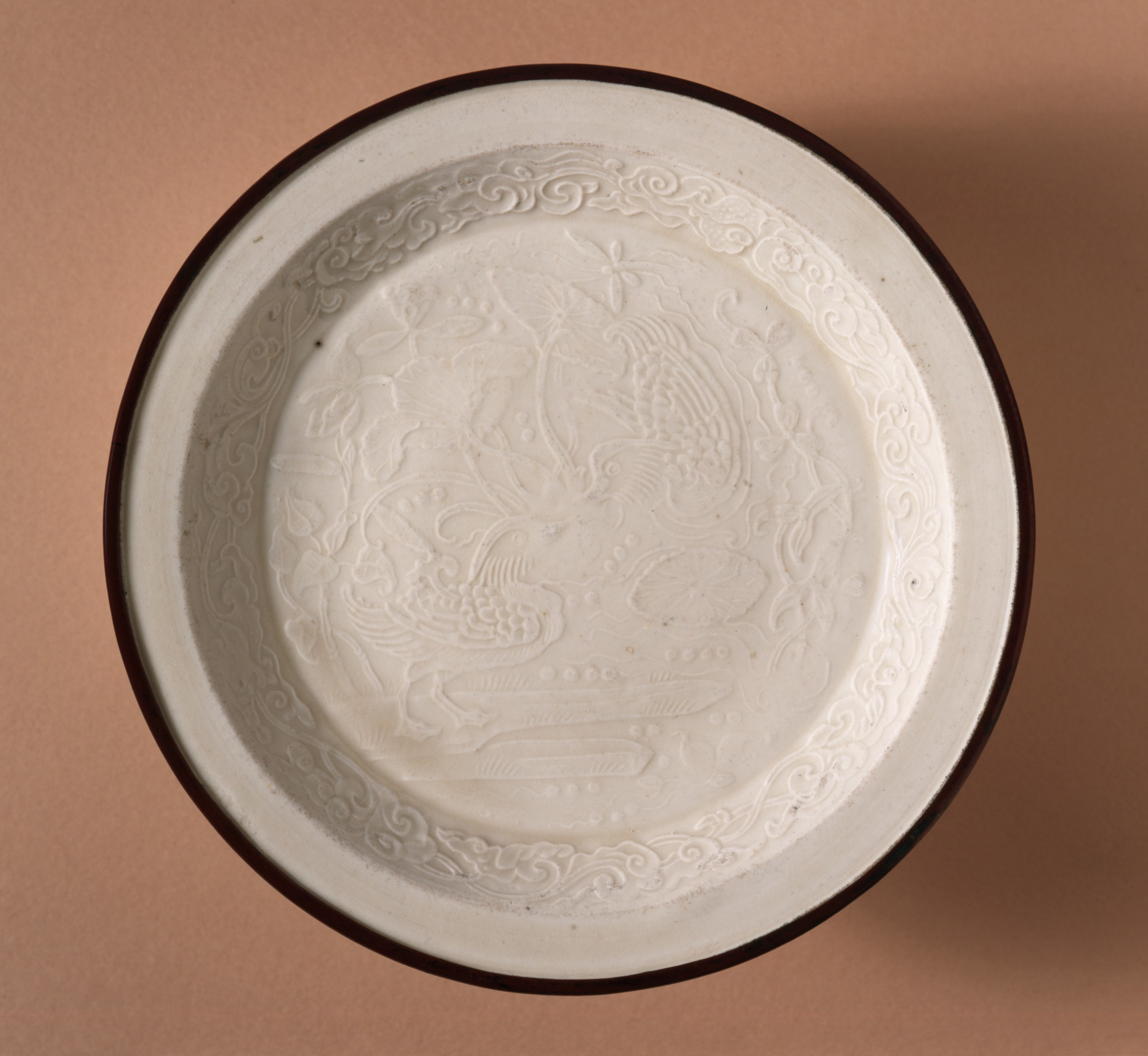
Đĩa với hoa văn uyên ương, đúc khuôn và trang trí in dấu, gờ miệng kim loại, đường kính 13,97 cm (5,5 inch).
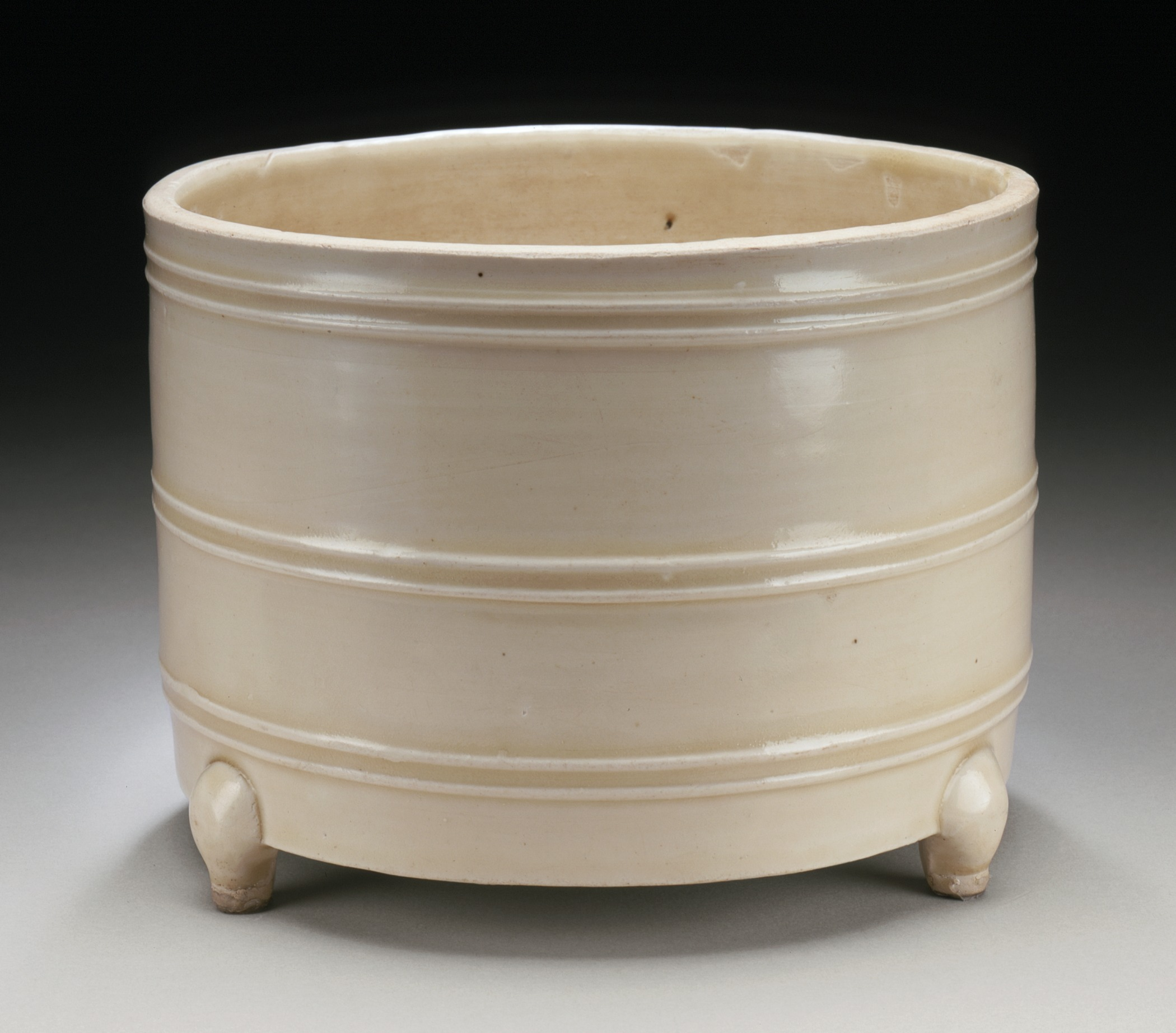
Lư đốt trầm, cao 11,43 cm (4,5 inch).